# Jar'Edo Wens

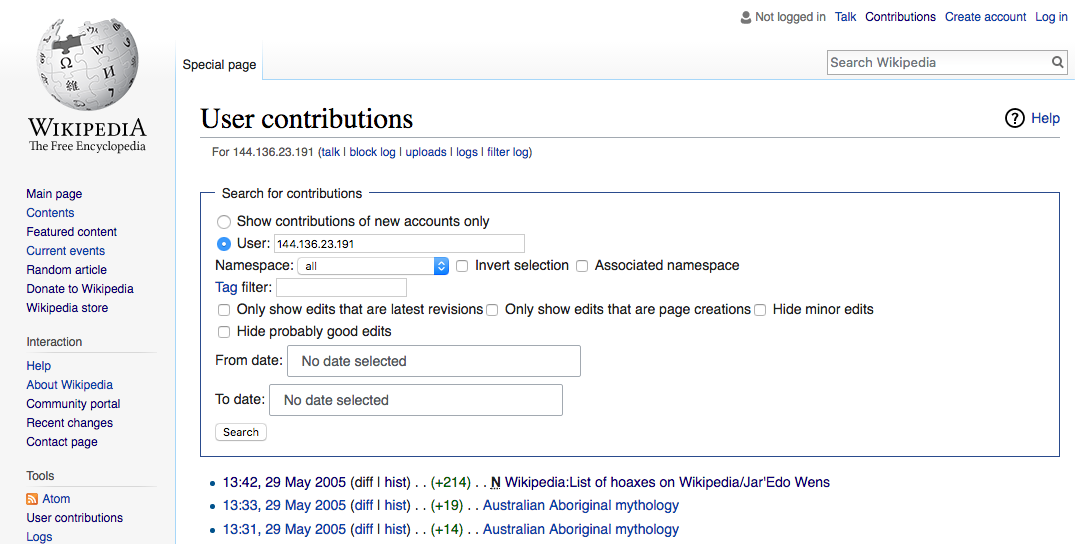
Las tres ediciones del usuario anónimo que añadió el bulo.

Jar'Edo Wens era un artículo de Wikipedia (más concretamente la Wikipedia en inglés) deliberadamente ficticio que existió durante casi 12 años antes de ser descubierto en noviembre de 2014 y eliminado en marzo de 2015. En su momento, se trató del artículo engañoso de mayor duración descubierto en la historia de Wikipedia.

## Origen
El artículo «Jar'Edo Wens» fue creado el 29 de mayo de 2005. Tenía solo dos oraciones y no citaba fuentes. Afirmaba tratarse de un dios aborigen australiano «de conocimiento terrenal y poder físico, creado por Altjira para garantizar que la gente no se volviera demasiado arrogante o engreída» que «está asociado con la victoria y la inteligencia». Se cree que, probablemente, era simplemente el nombre «Jared Owens» con diferentes espacios, puntuación y mayúsculas.
El autor, un usuario no registrado en una dirección IP australiana, estuvo activo durante once minutos en mayo de 2005; su única otra contribución fue agregar también «Yohrmum» (probablemente una nueva ortografía de «Your mum») a una lista de deidades australianas. Esto se detectó y eliminó más rápidamente, pero pasó casi una década antes de que el artículo «Jar'Edo Wens» fuera detectado y eliminado.

## Alcance
Durante su casi década de existencia, el artículo engañoso «Jar'Edo Wens» fue traducido a ediciones de Wikipedia en otros idiomas, incluidos francés, polaco, ruso y turco. Las ediciones en dos idiomas incluyeron además la página «yohrmum» de corta duración. También se creó una entrada en Wikidata.
El engaño fue copiado involuntariamente en un libro sobre ateísmo en 2012, como parte de una lista de 500 «dioses y religiones de la historia que han caído en desgracia».

## Descubrimiento
El engaño duró nueve años, nueve meses y tres días en Wikipedia. Posteriormente, la creación de nuevos artículos se restringió a usuarios registrados después del incidente de Seigenthaler en septiembre de 2005; si bien esto hizo que los nuevos artículos falsos fueran más difíciles de identificar, los artículos engañosos existentes (especialmente los de poco tráfico) podían pasar desapercibidos más fácilmente.
En 2009, el artículo fue etiquetado con la clasificación de «múltiples problemas», incluida la falta de fuentes. Sin embargo, no fue hasta noviembre de 2014 que el artículo fue señalado como un posible bulo o engaño. Finalmente se propuso su eliminación el 1 de marzo de 2015, y un administrador confirmó la eliminación dos días después. Wikipediocracy, un sitio web para la crítica de Wikipedia, publicó el engaño el 15 de marzo de 2015, después de lo cual fue ampliamente reportado por sitios de noticias más generales.